# Samkhya
Samkhya ('enumeració' en sànscrit) és considerada la més antiga de les sis dàrxanes o doctrines clàssiques (segles II-VI dC) de l'hinduisme que comprèn moltes altres escoles. Principalment s'ocupa d'enumerar i descriure les característiques principals de l'existència. És una doctrina fortament dualista (esperit-matèria). Afirma que tant el puruixa (‘home’, esperit, essència) com la prakriti (matèria, substància) són dues realitats eternes. Es pot considerar un marc pràctic pels que es troben diferents nivells o categories en la seva practica de la meditació.

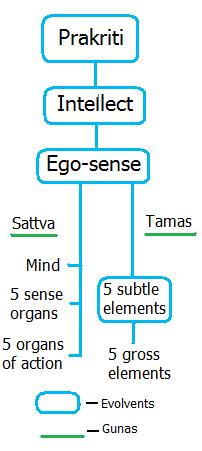
Esquema de l'Evolució segons el Samkhya

## Història
Tradicionalment es considera que va ser fundada pel savi Kapilà, encara que no hi ha cap evidència històrica que ho provi.
El samkhya, en el marc de les sis dàrxaness, és l'escola d'Ixvara Krixna cap al 350 dC, autor de les Samkhya Karikà.
És la primera de les grans cosmogonies del període clàssic de la filosofia hindú i un dels sistemes filosòfics més antics de la tradició brahmànica. Possiblement el samkhya no va ser sempre ortodox. S'ha suggerit que en els seus orígens podria ser un moviment d'oposició als excessos cerimonials i rituals del brahmanisme. Però amb el temps es convertiria en una de les escoles clàssiques de la filosofia índia, associada al ioga. La seva importància deriva d'haver contribuït a desenvolupar conceptualment la resta d'escoles ja sigui adoptant, desenvolupant o refutant algunes de les seves idees i terminologia.
La majoria dels erudits afirmen que originalment era una escola del pensament ateu. Més tard va passar a ser un dels sis sistemes àstika, o sigui, que creu en l'existència de Déu i que reconeix l'autoritat del Rigveda (de mitjan II mil·lenni aC, el text més antic de la literatura de l'Índia).
Actualment a l'hinduisme no existeix una escola samkhya com a tal, però la seva influència es percep en les doctrines del ioga i el vedanta.